# Syntomacris vittipennis
Syntomacris vittipennis är en insektsart som beskrevs av Walker, F. 1870. Syntomacris vittipennis ingår i släktet Syntomacris och familjen gräshoppor. Inga underarter finns listade i Catalogue of Life.